# Emilio Álvarez Montalván
Emilio Álvarez Montalván (Managua, 31 de julio de 1919-2 de julio de 2014) fue un oftalmólogo y político nicaragüense, que fue Ministro de Asuntos Exteriores de la República de Nicaragua.

## Biografía
Emilio Álvarez Montalván obtuvo el Doctorado de Medicina y Enfermería en la Universidad de Chile, graduándose cum laude. Posteriormente, estudió oftalmología en el Instituto de Oftalmología de Buenos Aires en 1949. En sus postgrados se incluyen trabajos en el Centro Nacional de Oftalmología en París, El Instituto de Oftalmología en Londres, y finalmente en el New York Eye and Ear Infirmary. En 1989, fue el fundador de la Clínica Oftalmológica del Hospital Bautista y, un año después, fue jefe de los servicios de Oftalmología en el "Hospital el Retiro". Entre otras actividades, también fue editor de la revista Médica a partir de 1958.
Pero su relevancia pública provino sobre todo, de su actividad política y sus escritos de análisis políticos. Ya en 1954–55, estuvo encarcelado durante un año durante la dictadura de Anastasio Somoza García. Fue fundador y el Primera presidente de Ética y Transparencia y presidente de Juventud Conservadora  En 1967, se convirtió en vicepresidente Nacional del Partido Conservador de Nicaragua. Paralelamente, fue miembro del equipo editorial del periódico La Prensa, cargo que ocupó hasta 1983 y, desde 1976, se convirtió en columnista de este mismo diario.   
A inicios de la década de los 90, fue escogida por la Presidenta Violeta Chamorro para asesorar la negociación con la Contra nicaragüense. También se convierte en el fundador y primer presidente del Grupo Fundemos. En 1998, a la edad de 77 años, se convirtió en Ministro de Asuntos Exteriores de Nicaragua durante el gobierno de Arnoldo Alemán (1997-2002). Siguió ligado a la presidencia al ser asesor del presidente Enrique Bolaños (2002-2007). 
Después de su retiro público y de la práctica médica, Álvarez continuó influenciando en la política nacional a través de artículos publicados y conferencias sobre política, con especial énfasis en la cultura política nacional. En 2006-07, recibió el doctorado honoris causa por sus investigaciones y contribuciones a este último. También escribió sis propias memorias Médico de vocación y aficionado en política.

## Fallecimiento
Falleció en Managua, el 2 de julio de 2014 a los 94 años de edad. a causa de un paro cardíaco.

## Trabajos
- El mensaje de los ojos
- Managua; Síntesis crítica del marxismo
- Las Fuerzas Armadas en Nicaragua: sinopsis histórica, 1821-1994
- Cultura política nicaragüense
- Los períodos de la medicina nicaragüense

## Premios y distinciones
- Miembro distinguido de la Academia de Nicaragua de la lengua española (1996)[6]
- Medalla de Oro de la Sociedad Nicaragüense de Oftalmología, Nicaragua.
- Presidente de la Academia de Historia y Geografía (1997)[7]
- Orden de Bernardo O'Higgins, Chile (1984)
- Premio de la Academia, Francia (1985)
- Cruz del Sur, Brazil (1997)
- Gran Cruz de la Orden de José Dolores Estrada, Managua, Nicaragua (1998)
- Premio San Martinianas del "Instituto San Martin", Buenos Aires, Argentina (1998)
- Orden del Tesoro Sagrado (Primera clase, Gran Cordón), Emperador Akito de Japón (2003)
- Miembro honorario del Instituto de Estudios para la Gobernabilidad y Democracia (2008)